# Estació de Bifurcació Vilanova
Bifurcació Vilanova és una estació de ferrocarril no nata (és a dir, que no es va inaugurar) entre les de Clot-Aragó i Arc de Triomf. Avui es pot veure a les boques de l'estació de metro de Marina el gravat Renfe, Metro i encara hi són els accessos que havien de possibilitar els transbords entre aquestes dues estacions, tot i que romanen tancats.
Es va construir com a baixador dins del Pla Ferroviari de la dècada del 1970 per a substituir l'antiga estació del Nord i la d'Arc de Triomf. L'andana del costat muntanya es va destruir a principis de la dècada del 1990 per a fer un salt de moltó entre la línia de rodalia del Maresme i la sortida cap al túnel de la Meridiana, però l'andana del costat mar encara existeix.
El 9 de febrer del 2016, un incendi provocat per l'acumulació de deixallesva provocar un tall del servei de Rodalies de Renfe i de la Línia 1 del metro afectant a més de 70.000 usuaris.